# یواس‌اس پایرو (ای‌ئی-۲۴)
یواس‌اس پایرو (ای‌ئی-۲۴) (به انگلیسی: USS Pyro (AE-24)) یک کشتی است که طول آن ۵۱۲ فوت (۱۵۶ متر) می‌باشد. این کشتی در سال ۱۹۵۸ ساخته شد.